# وائل عبد الجواد
وائل عبد الجواد (5 مايو 1965) هو روائي، مطور ويب، لاعب فنون قتالية ولد في أمريكا، عُرِف لتأسيسه أول موقع إلكتروني إسلامي للتوافق، ولتصوريره للمسلمين في أمريكا. وباعتباره كاتب عمود في المدونة MusilmMatters.org، قام بنشر سلسلة من الروايات على شبكة الأنترنت وحصلت على اهتمام كبير من قبل القراء المسلمين. غالبًا ما يتم اقتباس جمله على تمبلر وفيسبوك وتويتر.
وائل هو مؤسس موقع Zawaj.com وهو أول موقع زواج إسلامي. أُنشِأ الموقع عام 1998، وهو من أقدم المواقع المخصصة لهذا الغرض، وأكثرها بقاءًا. أسس عبد الجواد كذلك موقع IslamicAnswers.com، والذي وفر النصيحة للأشخاص الذين يعانون من مشاكل زوجية وعائلية. في عام 2010، رُشِحت مدونته IslamicSunrays.com لجائزة Brass Crescent.
وائل هو مؤلف كتاب قطع من أحلام، وهي رواية تجري أحداثها في سان فرانسسكو وتصور الرحلة الروحانية لسائق التكسي والجندي المخضرم في حرب العراق والذي كان اسمه لويس. تنتمي الرواية إلى النوع الأدبي ذو اللغة الأنجليزية الجديدة نسبيًا والمسمى بالأدب الإسلامي.

## خلفية
كان والدا وائل عبد الجواد عالمان أمريكيان-مصريان هاجرا إلى الولايات المتحدة الأمريكية قبل ولادة وائل. نشأ وائل في كاليفورنيا، كانت مدرسته المتوسطة في ليبيا والإعدادية في السعودية. درس الأدب الإنجليزي في جامعة ولاية كاليفورنيا فريسنو بالإضافة إلى كلية مدينة فريسنو. في كلية مدينة فريسنو كان محرر مجلة الجامعة. عمل في وظائف مثل مدرس أدب، أمين مكتبة، ساعي دراجة في سان فرانسيسكو، سائق تكسي، ومطور ويب. منذ عام 1998، أصبح يعمل كمسؤول موقع وكاتب.
سكن وائل في سان فرانسيسكو منطقة باي لسنوات عديدة، عاش بعدها في بنما من عام 2005 حتى عام 2008. يسكن الآن فريسنو كاليفورنيا.

## الفنون القتالية
بدأ عبد الجواد دراسته للفنون القتالية مع كاراتيه شوتوكان بعمر 14، طبقًا لسيرة الذاتية، وأكمل دراسته بفنون مثل ايكيدو، جيت كون دو، شورين رو، سيلات، كوكودو جوجوتسو، وهابكيدو. حصل على العديد من الأحزمة السوداء. وفي عام 2013، أوجد فنه الخاص، هامرهيد هابكيدو.

## ظهوره
كان عبد الجواد المتحدث في المؤتمر السنوي ICNA-MAS والذي اقيم في بالتيمور، ميريلند في أبريل 2017، حيث ناقش إمكانية استخدام الرواية في تطبيع النظرة الأمريكية للإسلام والمسلمين. ومن المقرر ان يتكلم في المؤتمر السنوي للمجتمع الإسلامي لامريكا الشمالية في شيكاغو في يونيو 2017.

## حياته الشخصية
كان وائل متزوجًا للورا هيل، الفنانة والمعلمة، منذ عام 1998 وحتى 2005. هو مطلق الآن ولديه طفل واحد.